# Eleocharis congesta
Eleocharis congesta är en halvgräsart som beskrevs av David Don. Eleocharis congesta ingår i släktet småsäv, och familjen halvgräs. Inga underarter finns listade i Catalogue of Life.